# 망미역
망미(병무청)역(Mangmi station, 望美驛)은 대한민국 부산광역시 수영구 망미동과 광안동과 수영동에 걸쳐 있는 부산 도시철도 3호선의 전철역이다. 인근에 부산지방병무청이 있다.

## 역명의 유래
역사(驛舍)가 위치한 망미동(望美洞)의 지명에서 유래하였다. 망미동은 고려 시대 충신인 정서(鄭敍)가 자신의 고향인 동래(망미동 지역)에서 귀향 살이를 하던 중에 매달 보름과 그믐에 임금을 위해 망배를 올렸다고 하여 지역 이름이 망미가 되었다는 설과, 연산 동쪽 배산 기슭에 배미산 산신의 성황당이 있었고, 수영동에서 망미동 사이의 산을 망산이라고 불렀기에 두 이름을 줄여 망미가 되었다는 설이 있다.

## 역 구조
2면 2선의 상대식 승강장을 갖춘 지하역이다. 망미고개 아래에 위치한 역이며 역사가 지하 6층 규모로 지어져 있어 역이 많이 깊은 편에 속한다. 엘리베이터는 대합실~승강장 4대, 대합실~지상(3·4번 출구) 2대로 총 6대, 에스컬레이터는 대합실~승강장 4대, 대합실~지상(5·6번 출구) 2대이다. 완전 밀폐형 스크린도어가 설치되어 있다. 출구는 8개다. 1·3·5·7번 출구는 광안동에 있고, 2번 출구는 수영동에 있고, 4·6·8번 출구는 망미동에 있다.
- 반대편횡단: 가능

| 수영 ↑ |
| \| 상  |
| ↓ 배산 |

| 상행 | ● 부산 도시철도 3호선 | 수영 방면                                |
| 하행 | ● 부산 도시철도 3호선 | 연산·종합운동장·미남·덕천·구포·대저 방면 |

## 역 주변
- 망미동
- 부산울산지방병무청
- 더샵파크리치
- 망미1동 행정복지센터
- 수미초등학교
- 광안중학교
- 덕문여자고등학교
- 망미이진캐스빌
- 망미시장
- 동방맨션
- 망미주공아파트
- 연산동 선경아파트
- 망미 119 안전센터
- 광성맨션
- 부산경상대학교

## 승차량 변동
| 3호선 | 2978   | 3874   | 3733   | 4206   | 4357   | 4592   | 4885   | 4783   | [ 2 ] |
| 노선  | 2013년 | 2014년 | 2015년 | 2016년 | 2017년 | 2018년 | 2019년 | 2020년 |       |
| 3호선 | 4820   | 5098   | 5022   | ?      | ?      | ?      | ?      | ?      | [ 2 ] |

## 인접한 역
| 부산 도시철도 3호선 | 부산 도시철도 3호선   | 부산 도시철도 3호선 |
| ------------------- | --------------------- | ------------------- |
| 301 수영 방면       | ● 부산 도시철도 3호선 | 303 배산 대저 방면  |